# Catastrophe du Ballon Le Pax

Dirigible Pax de Augusto Sévéro, 1902.

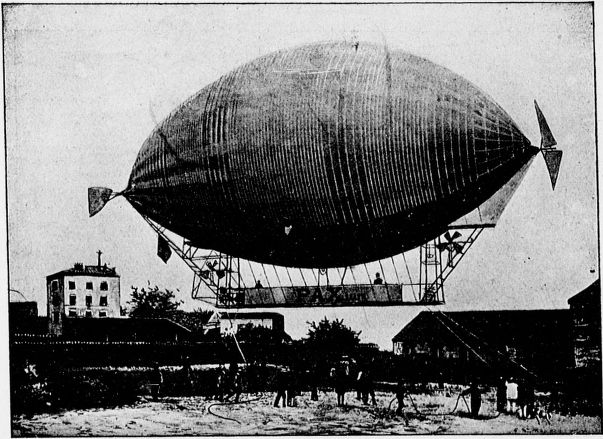
El dirigible Pax, fotografía de 1902.

La catástrofe del globo "Le Pax" fue un cortometraje mudo de 1902 dirigido por Georges Méliès. Fue estrenado por la Star Film Company de Méliès y tiene el número 398 en sus catálogos.
La película es una recreación de una catástrofe real que ocurrió en París el 12 de mayo de 1902. A las 5 de la mañana de ese día, el inventor brasileño Augusto Severo de Albuquerque Maranhão y su mecánico francés, M. Georges Saché, partieron en el dirigible de Severo, el Pax. Tenían la intención de volar desde París a Issy-les-Moulineaux. Sin embargo, mientras los aeronautas todavía estaban sobre París a unos 400 metros de altura, el motor se detuvo y el dirigible explotó. Tanto Severo como Saché murieron en la explosión.
La catástrofe del globo "Le Pax" es el penúltimo de los "noticiarios reconstruidos" de Méliès (recreaciones escenificadas de hechos actuales), realizados entre La erupción del monte Pelée y La coronación de Eduardo VII. Actualmente se presume perdida.